# Francesco Nullo
Francesco Giuseppe Nullo (ur. 1 marca 1826 w Bergamo, zm. 5 maja 1863 w Krzykawce) – włoski wojskowy i działacz narodowy. We Włoszech uważany jest za jednego z radykalnych współpracowników Garibaldiego, który w licznych kampaniach wojennych przyczynił się do budowy zjednoczonego państwa włoskiego. Aczkolwiek nie jest zwykle zaliczany do panteonu włoskich bohaterów narodowych, jest stosunkowo znany we wschodniej Lombardii i w rodzinnym Bergamo. Znacznie większym uznaniem cieszy się w Polsce, gdzie w związku ze swoją śmiercią podczas powstania styczniowego jest uważany za jednego z nielicznych obcokrajowców poległych w walce o niepodległość Polski.

## Życiorys

### Dzieciństwo, młodość i rodzina

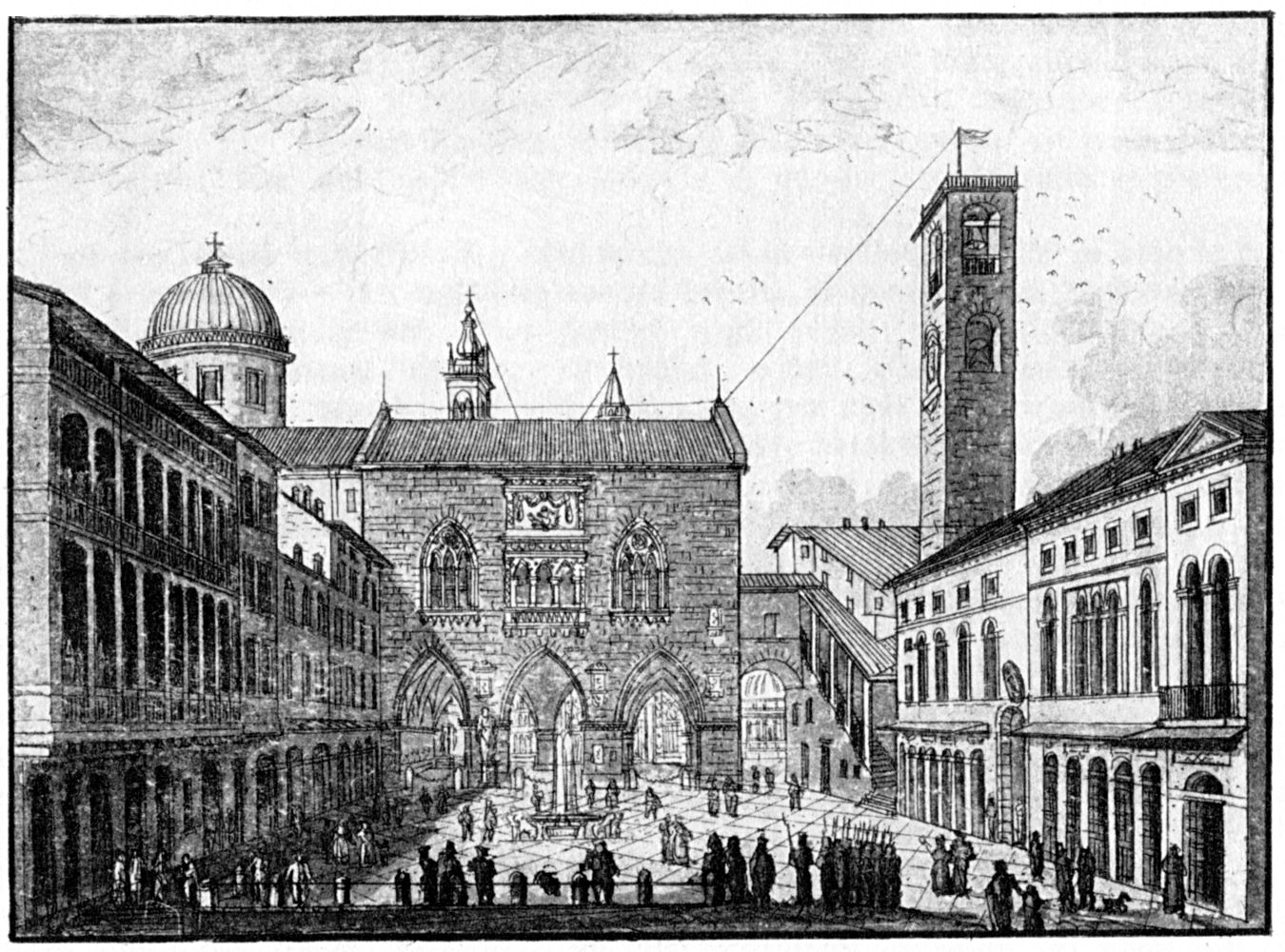
centrum Bergamo, połowa XIX wieku (rycina z epoki)

Francesco Giuseppe Nullo urodził się w dobrze sytuowanej burżuazyjnej rodzinie; jego ojciec Arcangelo Nullo (1801–1852) był właścicielem zakładu tekstylnego w Bergamo, miasta w należącym do korony austriackiej Królestwie Lombardzko-Weneckim. Francesco był najstarszy z sześciu synów. Swoją najwcześniejszą edukację odebrał w Scuola Elementare dei Tre Passi; w 1837 roku wstąpił do Gimnasio Vescovile w Celana, gdzie uczył się do 1840 roku. Potem został wysłany do Mediolanu, by odebrał wykształcenie handlowe. Uczył się najprawdopodobniej w Regia Scuola Tecnica, a następnie praktykował w mediolańskich kantorach i zakładach przemysłowych.
Nullo nigdy się nie ożenił. Pod koniec lat 50. zaręczył się z Celestiną Belotti (1834–?), wywodzącą się z klasy średniej dziewczyną z Bergamo, z zawodu modystką. Nie jest jasne, dlaczego para się nie pobrała; aż do śmierci Francesco i Celestina pozostawali narzeczonymi. Nullo nie miał dzieci. Jego niektórzy bracia również zaangażowali się w działalność narodowo-rewolucyjną, jeden służył potem w armii sardyńskiej, jeden we flocie, jeden był urzędnikiem celnym, a dwaj prowadzili rodzinny zakład tekstylny w Bergamo. Żaden z nich nie stał się postacią publicznie znaną.

### Mediolan i Treviso (1848–1849)

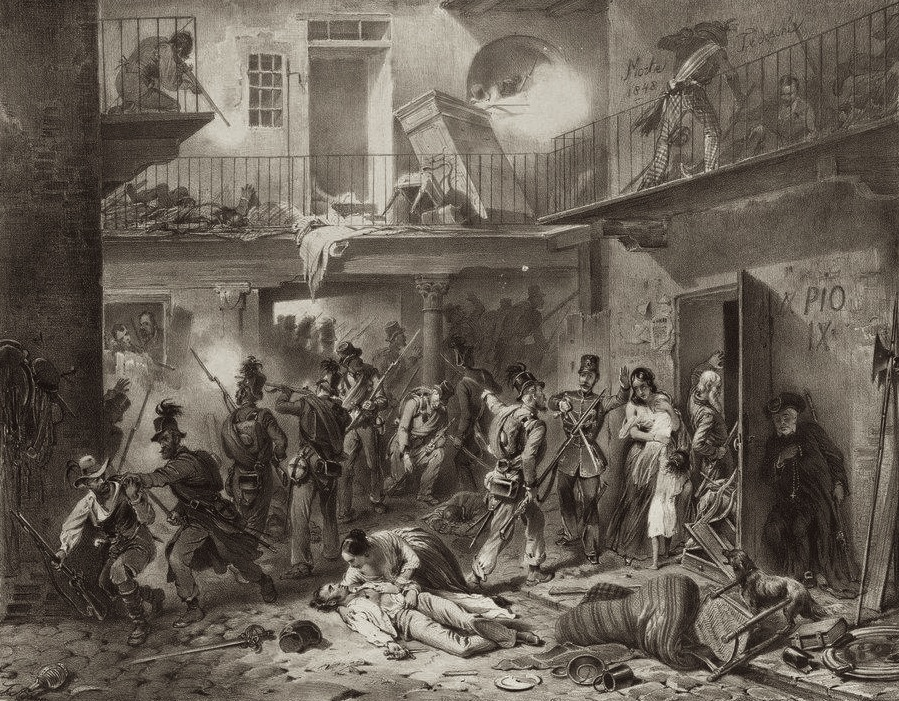
Cinque giornate di Milano (rycina z epoki)

Nullo i jego bracia natychmiast przyłączyli się do antyaustriackiego powstania, które wybuchło w Mediolanie w marcu 1848 roku; podczas zamieszek brat Ludovico został ranny w nogę. Kiedy po wycofaniu wojsk cesarskich mediolański Rząd Tymczasowy wezwał do wyzwolenia kolejnych terenów Włoch, Nullo wstąpił do korpusu ochotniczego znanego jako Corpo dei Volontari di Manara. Jednostka ta w kwietniu została skierowana na bagienne tereny nad Padem i nad Piawą; po krótkiej kampanii Nullo znalazł się w zajętym przez powstańców Treviso. Opuścili oni miasto w czerwcu, w obliczu kontrofensywy austriackiej, a Nullo powrócił do Mediolanu.
W stolicy Lombardii Nullo został wcielony do Regia Armata Sarda, regularnej armii sardyńskiej, w ramach której uczestniczył w walkach z nacierającym korpusem Radetzkiego. Został wtedy awansowany do stopnia podporucznika. Po opuszczeniu Mediolanu jednostka Nullo wycofała się do Królestwa Sardynii i prowadziła działania odwrotowe aż do wiosny 1849 roku. Po bitwie pod Novarą, w której prawdopodobnie nie uczestniczył, w połowie maja 1849 Nullo złożył podanie o zwolnienie z armii sardyńskiej; zostało ono przyjęte.

### Rzym i aresztowanie (1849)

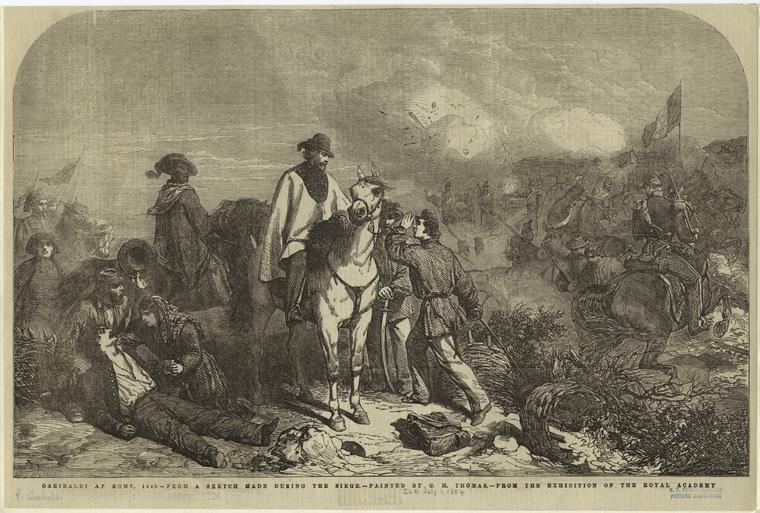
garibaldczycy w walce o Rzym, 1849 (rycina z epoki)

Pod koniec maja 1849 Nullo przedostał się do Rzymu, wówczas pod rządami powstańczego dyrektoriatu. Został przyjęty do pułku republikańskiej kawalerii Lancieri della Morte; w początkach czerwca uczestniczył w walkach z Francuzami i po raz pierwszy znalazł się wtedy pod rozkazami Garibaldiego. W lipcu w ramach trzytysięcznej kolumny garibaldczyków wyszedł z Wiecznego Miasta, a w trakcie przemarszu na północny wschód został w Cetonie mianowany kwatermistrzem i krótko reprezentował Garibaldiego w San Marino. Ścigany przez korpus austriacki Garibaldi zdecydował się rozproszyć kolumnę; w początkach sierpnia Nullo powrócił w rodzinne strony i tymczasowo ukrył się w Celana, miejscowości którą znał z okresu nauki w szkole biskupiej.
W połowie listopada 1849 Nullo został aresztowany jako podejrzany o udział w rebelii. Śledczy nie dysponowali jednak przekonującymi dowodami i Nullo został skazany na 3 miesiące więzienia. Odwołał się i jego apelacja została uwzględniona, a karę zmniejszono do 6 dni więzienia. Pod koniec miesiąca znalazł się znowu na wolności, gdzie zadeklarował wolę kontynuowania studiów handlowych, a w dalszej perspektywie prowadzenia działalności komercyjnej; zaraz potem powrócił do Bergamo.

### Zawodoweintermezzo(1849–1858)

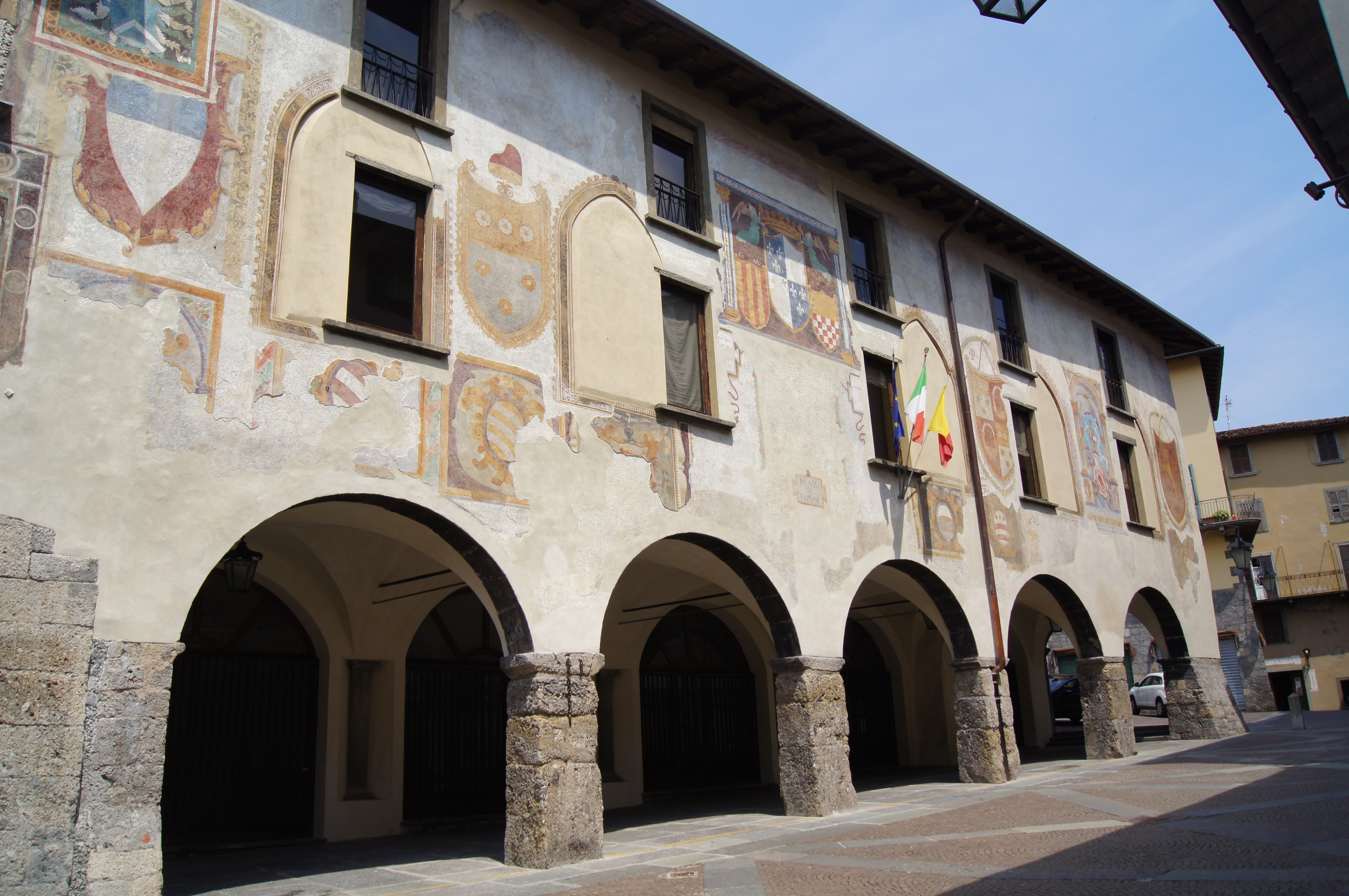
stare centrum Clusone (widok współczesny)

W Bergamo Nullo zaangażował się w działalność przedsiębiorstwa prowadzonego przez swojego ojca oraz w działalność firmy Ditta Magni, własność swojego matczynego dziadka. Według utrzymanej w hagiograficznym tonie biografii znacznie przyczynił się do rozwoju obu firm, rozbudowując istniejącą infrastrukturę oraz wprowadzając nowe technologie dotyczące obróbki przędzalniczej lnu, konopi oraz bawełny. Po śmierci ojca w 1852 roku stał się główną postacią w rodzinnym przedsiębiorstwie. W związku z poszerzeniem produkcji w 1854 roku zawarł nowy dziesięcioletni kontrakt dotyczący wynajmu nieruchomości dla zakładu Santa Anna w Clusone, niedaleko Bergamo.
Po kilku latach doświadczeń w produkcji i handlu w 1857 roku Nullo założył własną spółkę komandytową o nazwie Francesco Nullo & C. i został jej dyrektorem. W 1857 roku Nullo został nagrodzony oznaczeniem Medaglia d’Argento na Wystawie Prowincjonalnej organizowanej przez Societá Industriale Bergamasca; cztery lata potem otrzymał honorowe wyróżnienie na Esposizione Nazionale di Firenze. Działalność firmy prowadzona była na szeroką skalę; Nullo wielokrotnie opuszczał Cesarstwo Austriackie w interesach, wyjeżdżając z Lombardii m.in. do różnych państw włoskich i do Szwajcarii.

### Zdobycie Lombardii wschodniej (1859)

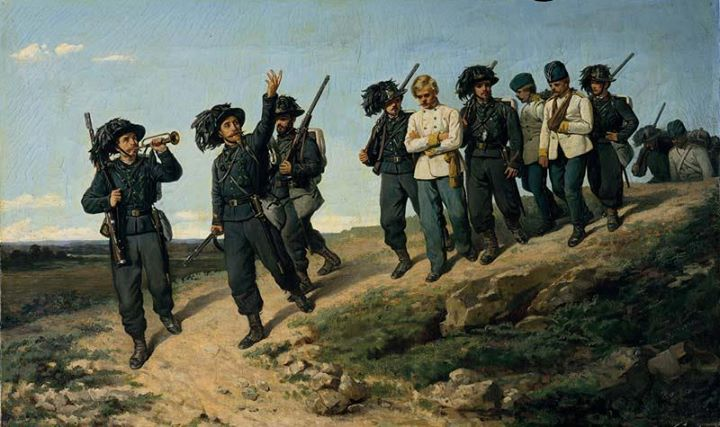
bersalierzy i jeńcy austriaccy podczas kampanii z 1859 roku (obraz z epoki)

Po wybuchu wojny sardyńsko-austriackiej w kwietniu 1859 roku Nullo opuścił rodzinne strony i ponownie oddał się pod rozkazy Garibaldiego. W początkach maja znalazł się w Turynie i dołączył do ochotniczej kolumny Cacciatori delle Alpi, strzelców alpejskich; działała ona na lewym skrzydle armii francusko-sardyńskiej. Stanowisko, konkretny przydział bojowy i generalnie rola samego Nullo nie są znane, wiadomo jednak, że nie dowodził żadnym większym oddziałem liniowym. Źródła wspominają głównie o jego zaangażowaniu w działania plutonu konnego znanego jako Squadra delle Guide, prowadzącego akcje o charakterze rozpoznawczym.
Na początku czerwca Nullo wraz z kilkoma ludźmi w cywilnym ubraniu przeniknął do Bergamo, zbierając informacje wywiadowcze. Wkrótce potem kolumna garibaldczyków wkroczyła do miasta, opuszczonego już przez armię austriacką. Nastąpił kilkudniowy okres świętowania triumfu. W tym czasie Nullo został odznaczony medalem za odwagę. W ciągu kilku następnych tygodni, po utarczkach i drobniejszych starciach z wycofującymi się Austriakami, garibaldczycy zajęli całą wschodnią Lombardię i wkroczyli na teren Wenecji Euganejskiej. Tam też zastał ich podpisany w lipcu 1859 roku traktat rozejmowy.

### Wyprawa Tysiąca i Sycylia (1860)

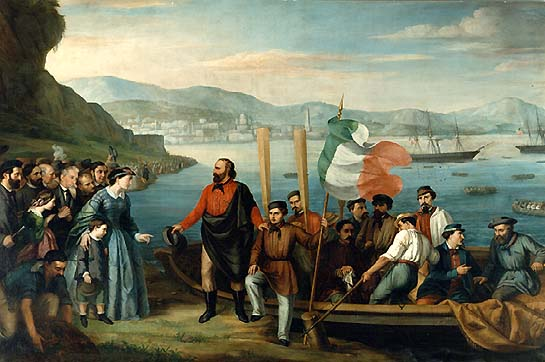
1860, Wyprawa Tysiąca wyruszająca na Sycylię, obraz z epoki

Wiosną 1860 Nullo prowadził szeroką akcję rekrutacyjną w Bergamo, wówczas już należącym do Królestwa Sardynii. Zgodnie z poleceniem Garibaldiego szukał ochotników do kampanii na południu Półwyspu Apenińskiego. Gdy tzw. Wyprawa Tysiąca wypłynęła z Genui, Nullo znajdował się na tym samym statku co Garibaldi. Po wylądowaniu w Marsali na Sycylii ponownie znalazł się w konnej formacji zwiadowczej, Corpo delle Guide, którą częściowo finansował z własnej kieszeni. Dzięki m.in. jego działaniom rozpoznawczym kolumna garibaldczyków uniknęła zasadzek oddziałów burbońskich i manewrując, zajęła najpierw Calatafimi, a potem Palermo.
W czerwcu Nullo został mianowany Luogotenente delle Guide al Quartier Generale, kapitanem zwiadu przy Sztabie Generalnym. Jednym z jego zadań było m.in. sprowadzenie uzupełnień. Opuścił Sycylię i drogą morską przez Genuę powrócił na krótko do Bergamo, gdzie w czerwcu i lipcu prowadził intensywną akcję rekrutacyjną. W początkach sierpnia 1860 na czele około 900-osobowego kontyngentu, złożonego głównie z bergamończyków, wylądował ponownie na Sycylii. W związku z sukcesem akcji rekrutacyjnej Bergamo zaczęto z czasem określać jako „Città Dei Mille”, Miasto Tysiąca, wskazując na jego kluczowe znaczenie w garibaldzkiej Wyprawie Tysiąca.

### Zwycięstwa w Kalabrii i Kampanii (1860)

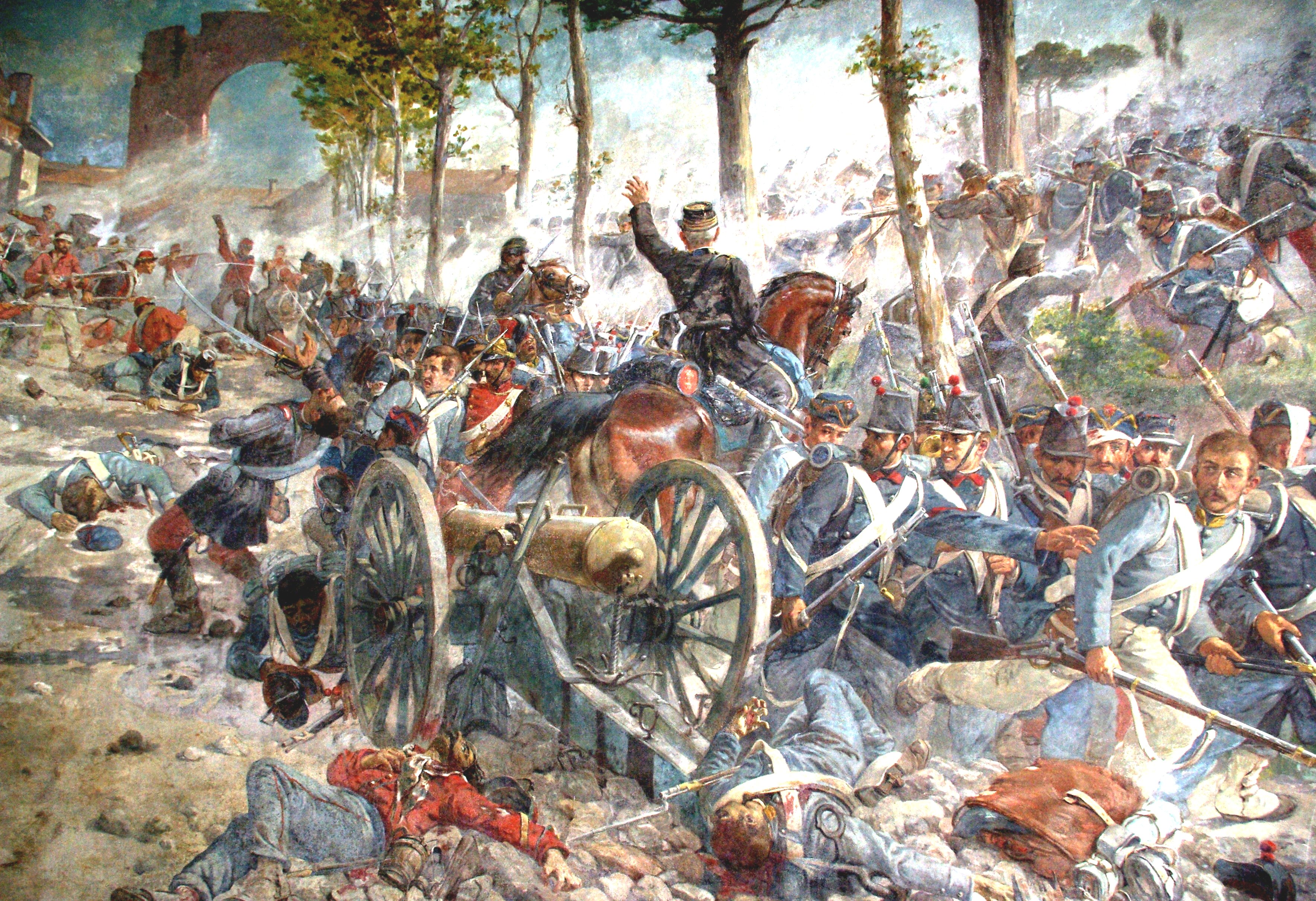
bitwa nad rzeką Volturno (późniejszy obraz z końca XIX w.)

W sierpniu 1860 Nullo uczestniczył w walkach w Kalabrii, jednak ich szczegóły nie są znane. Wiadomo, że pod koniec miesiąca został awansowany na majora. Pojedyncze epizody dokumentują nie tyle kompetencje dowódcze Nullo ile raczej jego graniczącą z brawurą osobistą odwagę oraz talenty propagandowe; stając oko w oko z oddziałami burbońskimi, potrafił przekonać je do przejścia na stronę rebeliantów. Garibaldi wysoko sobie cenił umiejętności Nullo; gdy we wrześniu czerwone koszule wkraczały do zdobytego bez walki Neapolu, Nullo znalazł się w składzie elitarnej trzydziestoosobowej gwardii dyktatora.
We wrześniu Nullo towarzyszył Garibaldiemu podczas jego krótkiego powrotu na Sycylię, poświęconego głównie reorganizacji tyłów i administracyjnym nominacjom personalnym. Pod koniec miesiąca powrócił do sztabu garibaldczyków w Caserta. Nie jest jasne, czy w Bitwie nad Volturno brał udział, służąc w jednostkach liniowych, czy też pełnił funkcje sztabowe. Po zwycięstwie był wymieniany przez dyktatora wśród najbardziej zasłużonych: „quando si ha dei luogotenenti come Avezzana, Medici, Bixio, Sirtori, Tùrr, Eber, Sacchi, Milbitz, Simonetta, Missori, Nullo è ben difficile vedere la vittoria disertare le bandiere della libertà”. W październiku został mianowany podpułkownikiem.

### Katastrofa w Molise (1860)

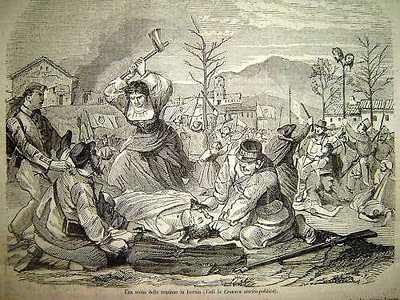
bitwa pod Pettorano (rysunek z epoki)

Chociaż jesienią 1860 roku niemal całe Królestwo Obojga Sycylii znalazło się pod kontrolą garibaldczyków i armii sardyńskiej, a Franciszek II schronił się w obleganej Gaetcie, to w górach Molise i Abruzji narodziła się proburbońska chłopska partyzantka. Opanowała ona niektóre mniejsze miasta, a jej siedzibą stała się Isernia. Garibaldi sformował dwutysięczną kolumnę, której zadaniem było zdławienie powstania. Składała się ona głównie z ochotników z Legione del Matese, a na jej czele stanął Nullo. W połowie października kolumna skierowała się na tereny ogarnięte rebelią i zajęła wieś Pettorano, kilka kilometrów od Iserni.
17 października garibaldczycy zostali zaatakowani przez proburbońską partyzantkę. Nullo, który do tej pory nie dowodził żadnym większym zgrupowaniem, nie zdawał sobie sprawy z zagrożenia. Zachowywał się niefrasobliwie i niemal natychmiast stracił kontrolę nad swoim zgrupowaniem, a gdy jego sztab znalazł się poza terenem starcia, uciekł z pola walki. Garibaldczycy zostali najpierw zdziesiątkowani w bitwie, a potem zmasakrowani podczas panicznej ucieczki, m.in. przez uzbrojone w widły i cepy kobiety oraz podrostków. Starcie okazało się najkrwawszą bitwą stoczoną podczas całej kampanii neapolitańsko-sycylijskiej; z ponad tysiąca garibaldczyków z życiem uszło 372.

### Po kampanii południowej (1861–1862)

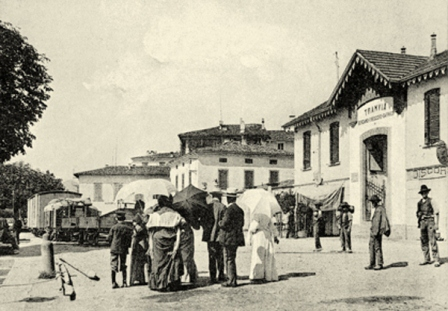
centrum Sarnico (widok z pocztówki z początku XX wieku)

Klęska pod Pettorano nie miała wpływu ani na karierę wojskową Nullo ani na jego wysoką ocenę przez Garibaldiego. Po dwumiesięcznym urlopie w Bergamo w początkach 1861 roku powrócił do Neapolu, gdzie m.in. kierował czystkami we własnych szeregach; zasiadał także w komisji medalowej. Latem 1861 został awansowany na pułkownika kawalerii, choć nie w ramach regularnej armii sardyńskiej, ale w szeregach Corpo del Volontari; na przełomie lat 1861 i 1862 pełnił służbę garnizonową i sztabową w Lombardii. W początkach 1862 roku Nullo złożył rezygnację. Powodem były plany Garibaldiego, który przygotowywał się do zorganizowania powstania w austriackim Tyrolu.
W maju 1862 w Sarnico Nullo został aresztowany pod zarzutem samowolnego oddalenia się z garnizonu (pozostawał jeszcze w szeregach armii). Historycy sądzą, że rzeczywistym powodem zatrzymania była polityka nowo utworzonego Królestwa Włoch, którego władze nie zamierzały nadwerężać stosunków z Cesarstwem Austriackim i obawiały się prowokacji. W jego sprawie interweniował m.in. Garibaldi. Po sporze kompetencyjnym między prokuraturami w Bergamo i Brescii i dwutygodniowym pobycie w areszcie, Nullo został ostatecznie zwolniony bez postawienia mu zarzutów.

### Aspromonte (1862)

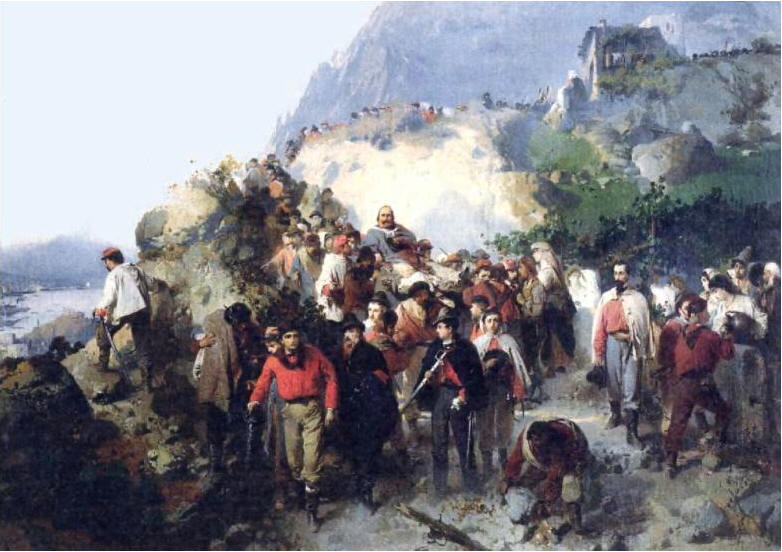
konfrontacja pod Aspromonte (obraz z epoki)

Latem 1862 roku Nullo w porozumieniu z Garibaldim prowadził tajną kampanię na rzecz organizacji kolejnej wyprawy, której celem tym razem miał być znajdujący się w Państwie Kościelnym Rzym. Chociaż Nullo pozostawał pod nadzorem policji, latem udało mu się przedostać lądem z Bergamo pod Neapol, a następnie stamtąd morzem na Sycylię; tam dołączył do swojego przywódcy. W następnych tygodniach Nullo uczestniczył w formowaniu korpusu ochotniczego, w jego wymarszu pod hasłem „Roma o morte”, a następnie w lądowaniu w Kalabrii.
Pod koniec sierpnia 1862 doszło do konfrontacji garibaldczyków z wojskami królewskimi pod Aspromonte. Nullo znajdował się w sztabie Garibaldiego i był jednym z kluczowych dowódców, którzy najpierw zgodnie z rozkazem powstrzymywali rebeliantów od otwarcia ognia, a potem prowadzili negocjacje z oficerami oddziałów rządowych. Kiedy garibaldczycy złożyli broń, Nullo wraz z całym dowództwem został aresztowany i umieszczony najpierw w twierdzy Fenestrelle w Alpach piemonckich, a następnie w twierdzy Varignano w Ligurii. W początkach października 1862 król ogłosił amnestię, dzięki której po około 5 tygodniach uwięzienia Nullo wyszedł na wolność i wrócił do Bergamo.

### Powstanie styczniowe (1863)

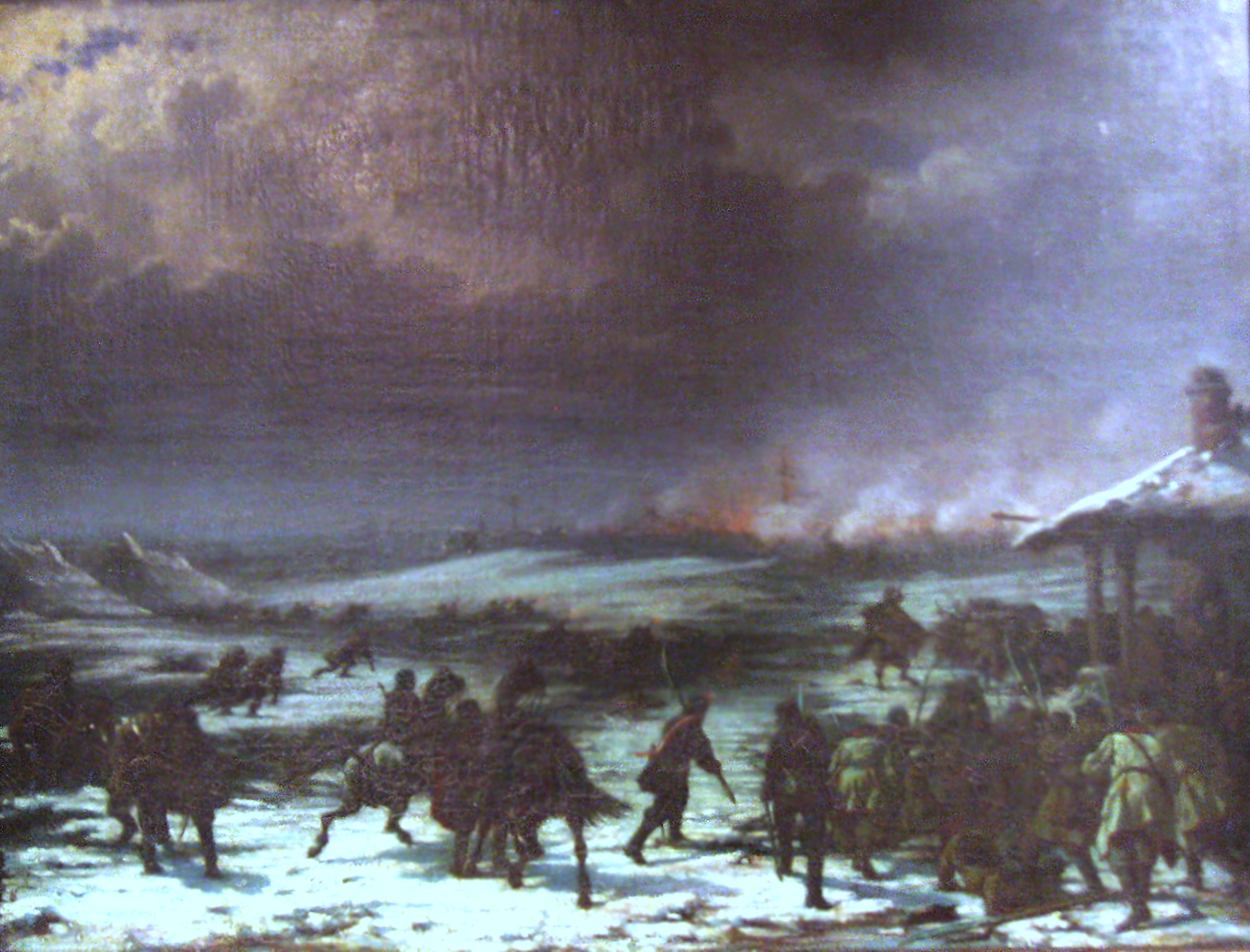
Powstanie Styczniowe w Małopolsce (obraz z epoki)

W Bergamo Nullo zajął się z powrotem rodzinnym przedsiębiorstwem aż do czasu, gdy w początkach 1863 roku do Włoch dotarły informacje o powstaniu styczniowym. Początkowo zwolennicy Garibaldiego liczyli się z rozpoczęciem równoległego powstania na Węgrzech; w tej sytuacji myśleli o zorganizowaniu insurekcji na austriackich tyłach w Wenecji Euganejskiej. Ostatecznie niektórzy aktywiści, pozostający w kontakcie z działającymi we Włoszech polskimi konspiratorami, zdecydowali się sami pojechać do Królestwa Polskiego. W drugiej połowie kwietnia kilkunastu Włochów, z których najwięcej doświadczenia bojowego miał Nullo, dostało się pociągami przez Wiedeń do Krakowa.
W Krakowie Nullo i jego ludzie skontaktowali się z Józefem Miniewskim, który po kampanii na Kielecczyźnie przebywał z misją powstańczą w Galicji. 3 maja Nullo na czele oddziału włosko-francusko-polskiego przekroczył pod Krzeszowicami granicę austriacko-rosyjską i po nocnym przemarszu następnego dnia dotarł do oddziału Miniewskiego, gdzie zaopatrzył się w broń. Świtem 5 maja około 500-osobowa kolumna została zaatakowana przez wojska rosyjskie pod Krzykawką; wymiana ognia trwała kilka godzin, a Nullo dowodził na prawym skrzydle zgrupowania. Zmarł na polu bitwy, w wyniku śmiertelnego postrzału, który otrzymał chwilę wcześniej.

## Światopogląd i przekonania polityczne

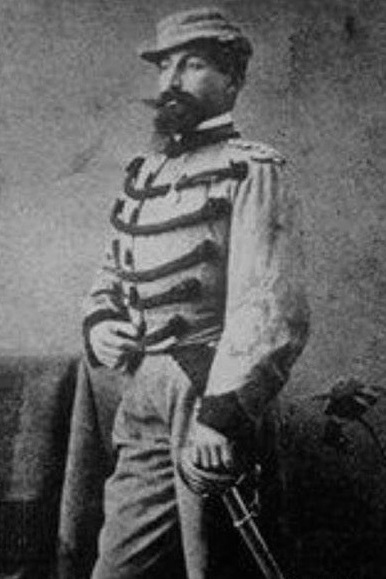
Nullo, ok. 1860

Nullo urodził się w rodzinie katolickiej, został ochrzczony i przynajmniej do końca lat 50. pozostawał zarejestrowany jako katolik; jego narzeczeństwo również naznaczone było rysem religijnym. Żadne ze źródeł nie informuje jednak ani o jego praktykach religijnych ani o charakterze jego wiary, wiadomo jednak, że tak w 1849 roku jak 1862 czynnie zmierzał do obalenia świeckiej władzy papieża i likwidacji Państwa Kościelnego. W 1860 roku lub 1862 pod wpływem Garibaldiego Nullo przeszedł inicjację masońską i stał się członkiem loży rytu szkockiego, nie jest jednak jasne czy wiązało się to z porzuceniem wiary, czy też Nullo przeszedł na pozycje katolicyzmu liberalnego, nierzadkiego wśród miejskiej burżuazji włoskiej tego okresu.
Od czasu młodzieńczego pobytu w Mediolanie Nullo znalazł się pod wpływem radykalnego liberalizmu spod znaku Mazziniego. Opierał się on na idei władzy ludu i pozostawał w kręgu romantycznych haseł wolności i sprawiedliwości, krzewionych przez iluminatów, karbonariuszy itp. Jego najważniejszym elementem był pan-włoski nacjonalizm. Drugim był republikanizm; aczkolwiek Nullo służył w armii Królestwa Sardynii i wraz z Garibaldim uczestniczył w uroczystościach na cześć króla Wiktora Emanuela II, jego ideałem pozostawała republika. Niektórzy autorzy wskazują, że włoski nacjonalizm Nullo nie kłócił się z jego internacjonalizmem, wyrażającym się m.in. w planach dotyczących wsparcia greckiego powstania przeciw Turkom i udziału w polskim powstaniu przeciw Rosji; internacjonalizm ten był jakoby zakorzeniony w masońskiej idei braterstwa narodów.

## Upamiętnienie

### W Polsce

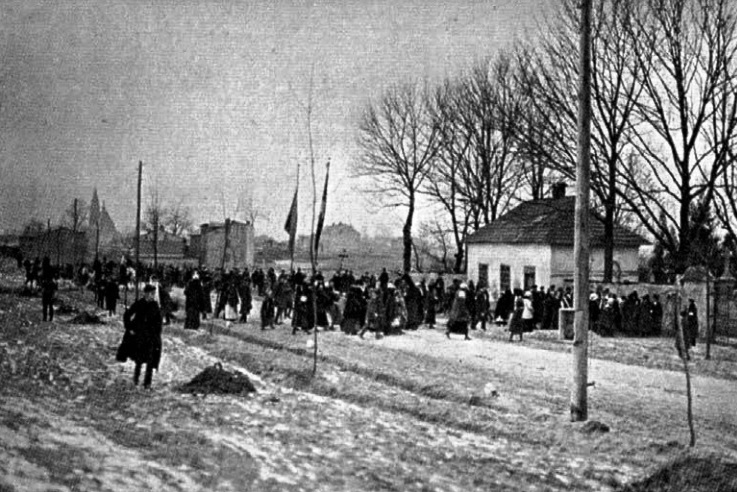
obchody w Olkuszu, 1915

Prasa krakowska już w kilka dni po bitwie pod Krzykawką zamieściła informacje o śmierci „jenerała Franciszka Nullo”. W 1864 roku pojawiły się wzmianki bibliograficzne dotyczące wydanej we Włoszech książki Stefanoniego. Jako włoski bohater, który poległ w walce za polską sprawę, Nullo zaczął być wymieniany w prasie galicyjskiej dopiero w początkach XX wieku. W 1908 roku na cmentarzu w Olkuszu, gdzie znajdował się skromny grób Nullo, z inicjatywy miejscowych obywateli w ciągu jednej nocy i w tajemnicy przed władzami rosyjskimi postawiono pomnik ze stosownym napisem. Po zajęciu miasta przez armię austriacką w 1915 roku w Olkuszu zorganizowano obchody ku czci poległego, a na polanie postawiono krzyż, upamiętniający bitwę. Na przełomie lat 1918–1919 w północnych Włoszech sformowano z polskich jeńców z armii austriackiej pułk piechoty im. Francesco Nullo, który otrzymał sztandary ufundowane przez miasta Bergamo i Mediolan. Po transporcie do Francji jednostka została wcielona do Błękitnej Armii i utraciła tożsamość organizacyjną.

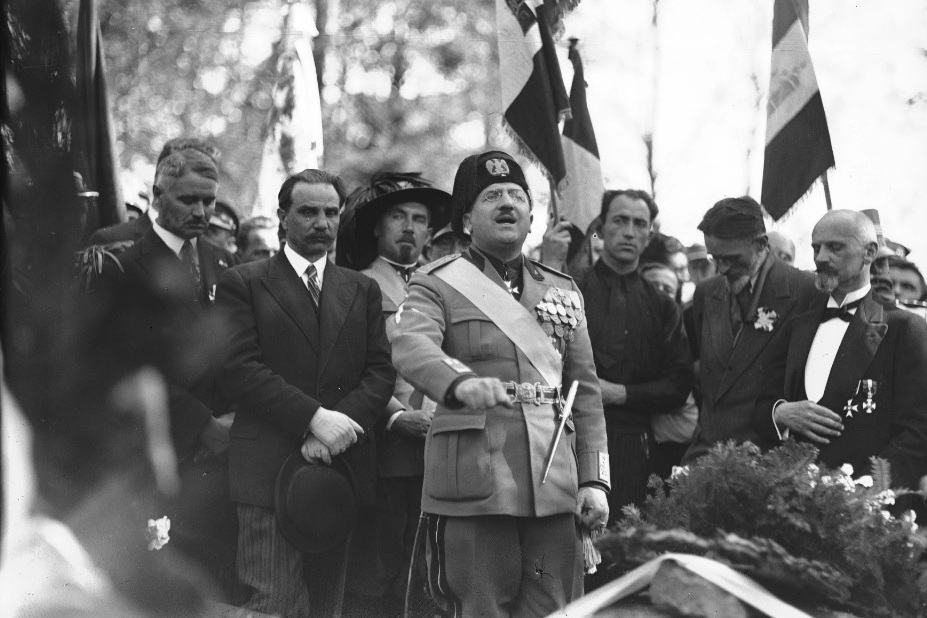
obchody w Olkuszu, 1932

Po odzyskaniu niepodległości w 1923 roku jedną z ulic Olkusza nazwano imieniem Nullo, a na rynku wmurowano stosowną tablicę; w tym samym roku Karolina Firlej-Bielańska wydała broszurę z przedmową Żeromskiego pt. Francesco Nullo i jego towarzysze. W prasie okresu międzywojennego wzmianki o Nullo pojawiały się regularnie, na ogół w rocznicowych publikacjach dotyczących powstania styczniowego. W 1932 roku członkowie oficjalnej włoskiej delegacji wojskowej oraz przedstawiciele polskiej administracji uczestniczyli w uroczystościach przy grobie Nullo w Olkuszu. W 1938 roku 50. pułk piechoty oficjalnie przyjął nazwę „50. pułk piechoty strzelców kresowych im. pułkownika Francesco Nullo”. W 1938 roku z inicjatywy społecznego komitetu krzyż na polanie pod Krzykawką zastąpiono kamiennym pomnikiem. Początkowo planowano jego uroczyste odsłonięcie z udziałem delegacji włoskiej, ale z powodu złego stanu dróg dojazdowych pomysł ten został zarzucony i ostatecznie niedokończony pomnik nie doczekał się oficjalnej inauguracji. W lutym 1939 z wielka pompą i przy udziale ministra spraw zagranicznych Galeazzo Ciano odsłonięto w Warszawie pomnik Nullo. Nie jest jasne, czy w czasie okupacji Niemcy usunęli pomnik. Wiadomo, że został on uszkodzony.

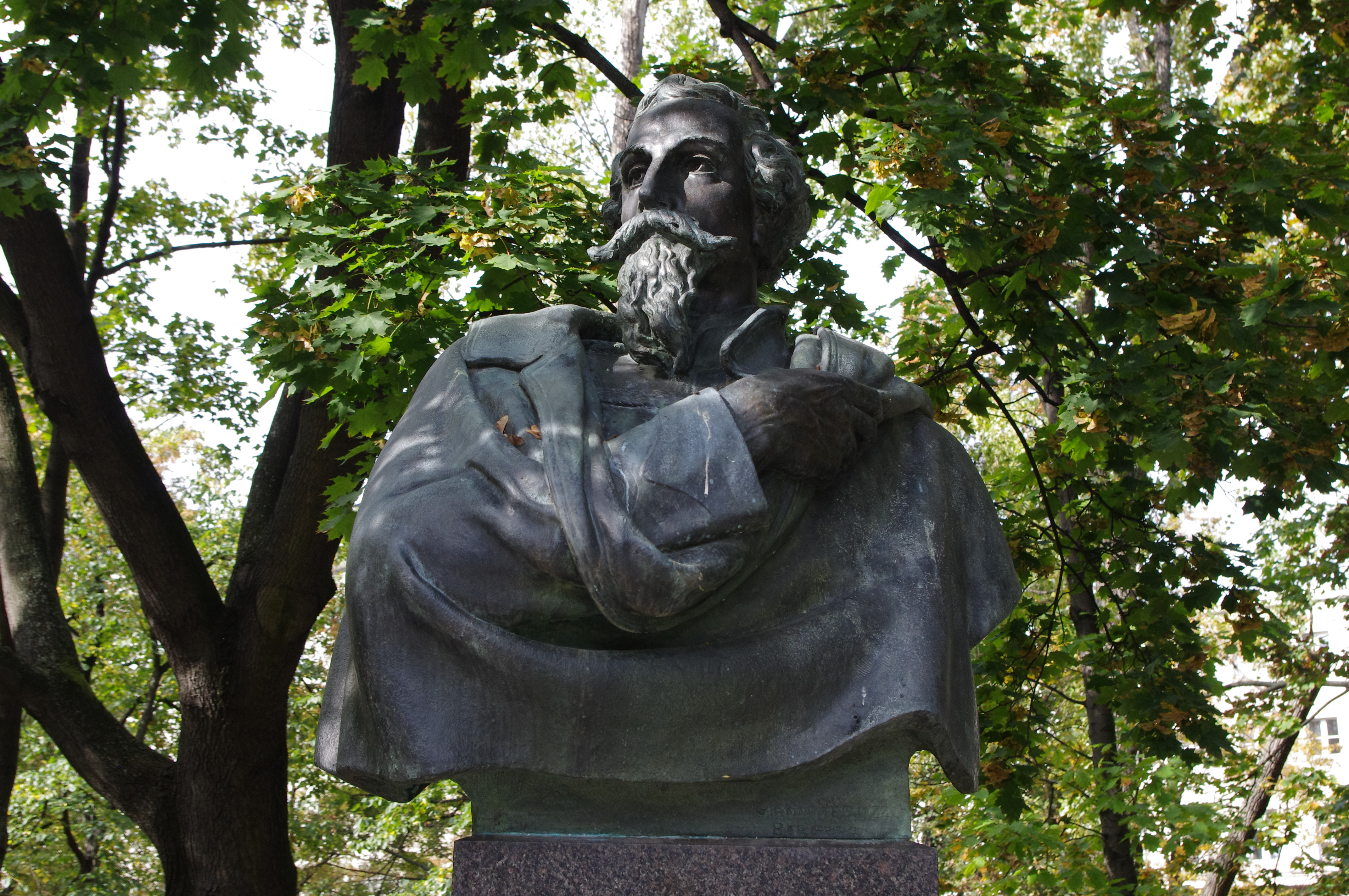
pomnik Nullo w Warszawie (widok obecny)

Po wojnie warszawski pomnik Nullo poddano naprawie i ustawiono w pierwotnym miejscu w 1949 roku. Włoskiego bohatera wspominano niekiedy w prasie. W setną rocznicę bitwy w 1963 roku w Krzykawce, Olkuszu, Krakowie i Warszawie odbyły się zakrojone na dużą skalę uroczystości, w których uczestniczyła m.in. delegacja z Bergamo. W tym samym roku imię Nullo otrzymała szkoła podstawowa w Olkuszu. W 1964 roku zwodowano w Gdyni drobnicowiec „Francesco Nullo”, który służył w PLO do 1990 roku. W 1970 roku wydano utrzymaną w formule popularnej drugą polską monografię pt. Francesco Nullo. Bohater Polski i Włoch, pióra Adama Ostrowskiego. W latach 70. i 80. olkuski ZHP organizował rajdy szlakiem powstania, obejmujące wizyty na cmentarzu w Olkuszu i na polanie pod Krzykawką. W 1973 roku powstał film dokumentalny poświęcony Nullo. W 1975 roku nowo zbudowana szkoła podstawowa na warszawskim Ursynowie otrzymała jego imię. W 1993 roku, w 130. rocznicę bitwy, Poczta Polska wydała okolicznościowy znaczek; lokalne olkuskie obchody były bardzo rozbudowane, wydano też szereg okolicznościowych publikacji, a imię Włocha nadano szkole podstawowej w Krzykawie. Szczególnie uroczysty charakter miały obchody 150. rocznicy śmierci Nullo w 2013 roku. W 2022 roku jednej z par nowego regionalnego połączenia kolejowego między Krakowem a Olkuszem (wydłużonej następnie w 2023 roku do Wolbromia) została nadana stała nazwa Francesco Nullo.

### We Włoszech

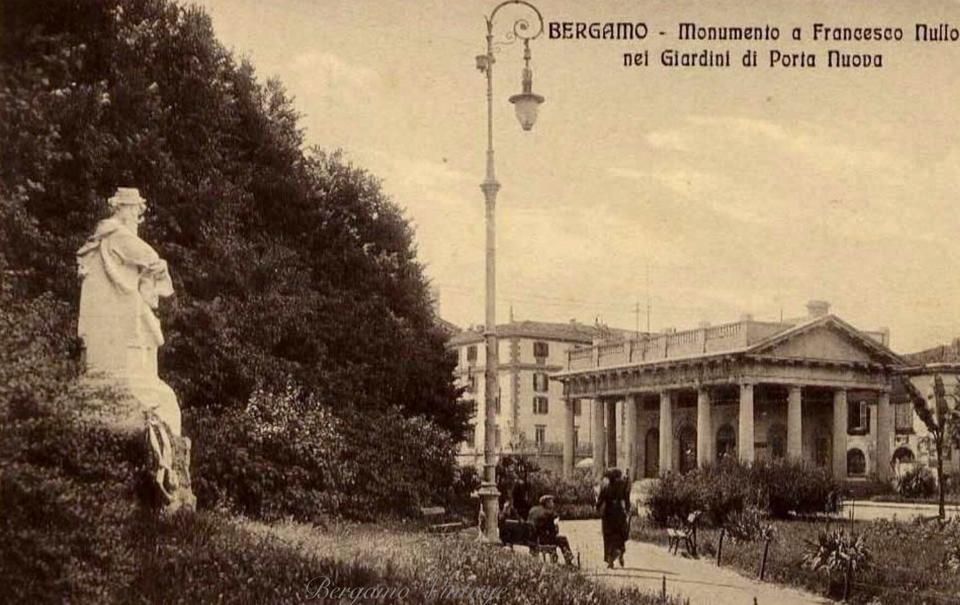
pomnik w Bergamo

Już w 1863 roku we Włoszech ukazał się szereg druków poświęconych Nullo. Obejmowały one tomik poetycki Al colonnello Francesco Nullo e ai suoi compagni pióra Tommasso Randi (Piza), elegię prozą Elogio funebre del colonnello Francesco Nullo pióra Giuseppe da Porio (Neapol), a przede wszystkim biografię Francesco Nullo. Notizie storiche pióra Lugi Stefanoni (Mediolan). Tę ostatnią pracę wznowiono w 1867 roku. W prasie, zwłaszcza lombardzkiej, regularnie wspominano Nullo. Paragrafy o nim znalazły się też w wydanych pod koniec XIX wieku pracach historiograficznych czy propagandowych, poświęconych zjednoczeniu Włoch, garibaldczykom czy bergamończykom zaangażowanym w proces zjednoczeniowy. Personalnie wspominano o nim podczas rocznicowych uroczystości, np. Francesco Crispi wzywał jego imię podczas apelu poległych w Bergamo w 1885 roku. W 1907 roku w rejonie reprezentacyjnego skrzyżowania Porta Nuova w Bergamo odsłonięto pomnik Francesco Nullo, pod którym składano kwiaty i który stoi na swoim miejscu do dzisiaj. W 1913 roku Giuseppe Locatelli-Milesi wydał broszurę La spedizione di F. Nullo in Polonia.

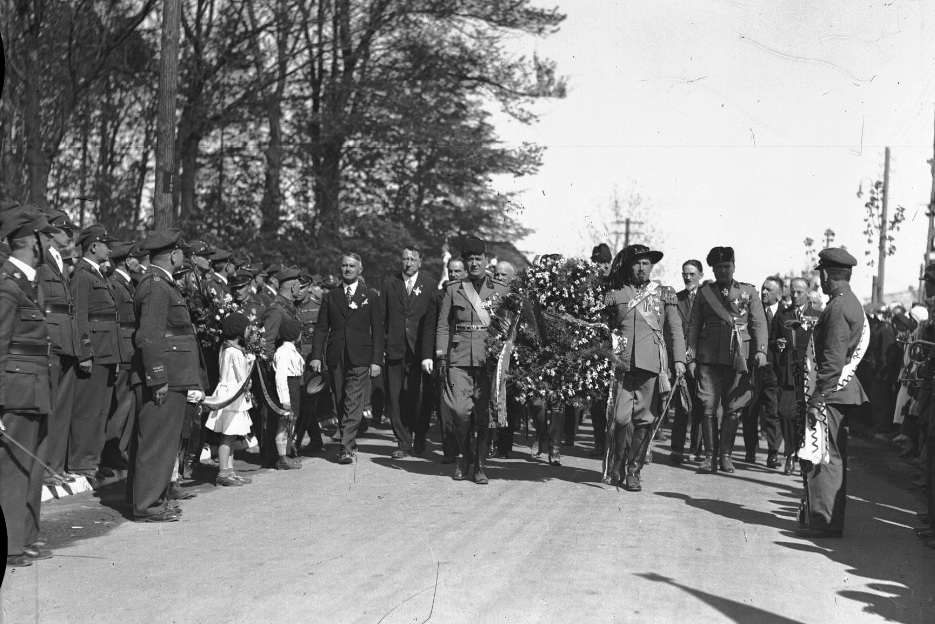
włoska delegacja wojskowa podczas rocznicowych uroczystości w Olkuszu, 1932

W 1915 roku w Neapolu zwodowano niszczyciel „Francesco Nullo”, który służył na wodach Morza Śródziemnego podczas I wojny światowej. W 1921 roku, w związku z planami budowy nowej serii niszczycieli, został przemianowany na „Fratelli Cairoli” (zatonął w wyniku eksplozji miny u wybrzeży Libii we wrześniu 1940). Jego imię przejął kolejny niszczyciel, zwodowany w stoczni Cantieri Navali we Fiume w 1925 roku. Służył on podczas włoskich działań bojowych w rejonie śródziemnomorskim do października 1940 (został zatopiony przez brytyjski niszczyciel HMS „Kimberley” po nieudanym ataku na aliancki konwój). Propaganda faszystowska, uprawiając kult garibaldczyków, nawiązywała wielokrotnie do roli Nullo w zjednoczeniu Włoch. Jego imię wymieniał np. Mussolini podczas uroczystości w Bergamo. W 1937 roku w rzymskim parku Pincio, gdzie znajdują się setki popiersi zasłużonych Włochów, odsłonięto uroczyście popiersie Nullo. Ciano osobiście uczestniczył w odsłonięciu warszawskiego pomnika w 1939 roku. W 1939 roku Alfonso Vajana wydał broszurę Francisco Nullo. La sua Bergamo – I suoi tempi. Po niemieckiej inwazji na Polskę antyfaszystowski działacz Bruno Quarti owinął bergamoński pomnik kirem. W latach 1944–1945 jeden z działających we wschodniej Lombardii lewicowych oddziałów partyzanckich przyjął nazwę „Brigata Francesco Nullo”.

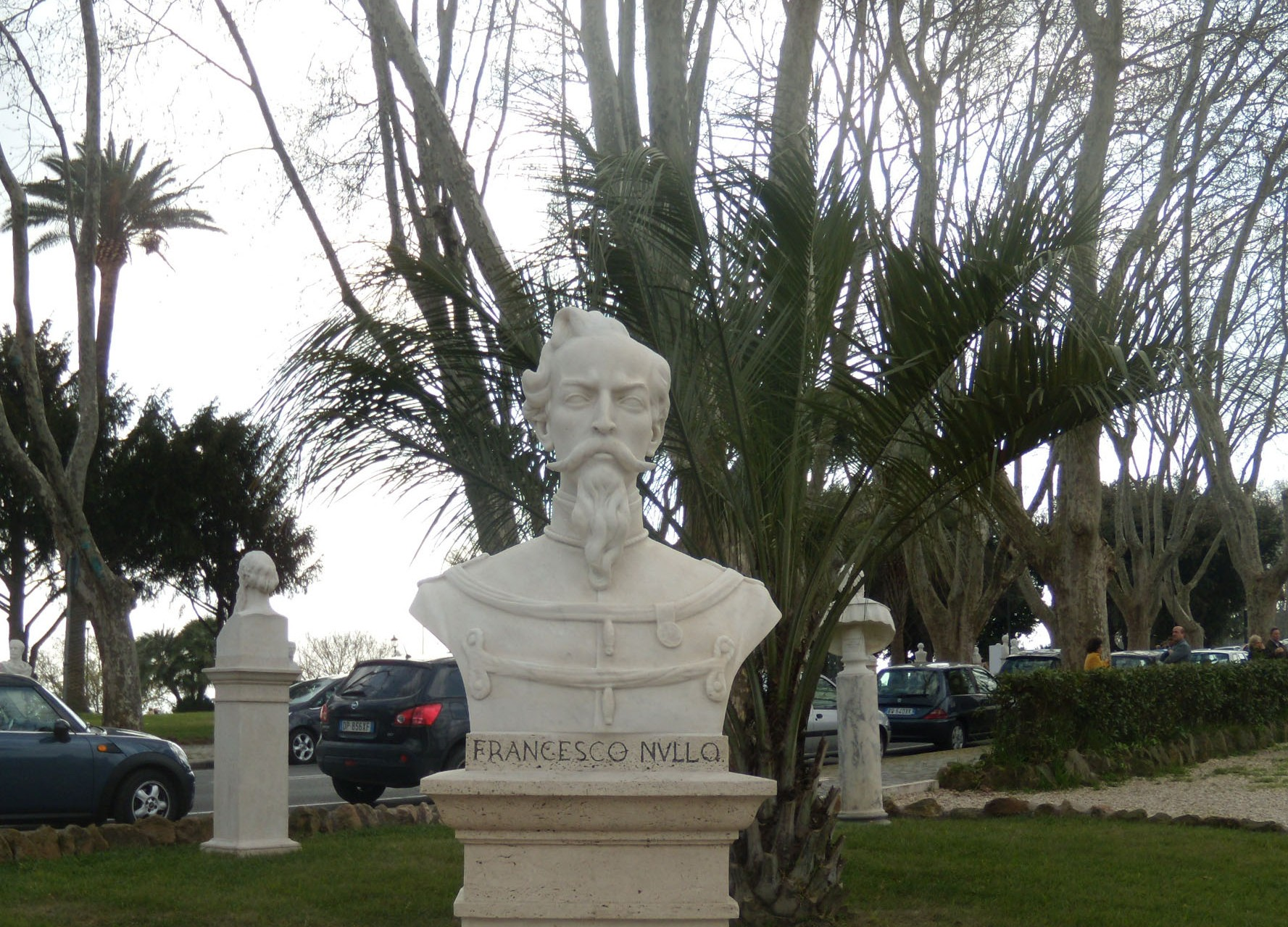
popiersie Nullo w rzymskim parku Pincio (widok obecny)

W 1949 roku poczta włoska wydała znaczek z Francesco Nullo. Jego imię nadano kilku szkołom, m.in. w Bergamo i podbergamońskich Stezzano, Villa di Serio i Pedrengo. W wielu miastach (np. w Bergamo, Mediolanie, Genui, Parmie, Bolonii, Florencji czy Rzymie) istnieją via Francesco Nullo. W 1957 roku Alfonso Vajana wydał poszerzoną wersję swojej pracy, zatytułowaną Francesco Nullo. Un Precursore della unità Europea. W 1960 roku bergamońska historyk Giuliana Donata Petteni napisała 130-stronicową biografię Nullo, zamieszczoną w pracy zbiorowej Le 180 biografie dei bergamaschi dei Mille; był w niej najbardziej eksponowaną postacią. W 1963 roku ta sama autorka wydała książkę Francesco Nullo cavaliere della libertà: nel centenario dell’eroica morte in Polonia. W tym okresie działająca we Włoszech Associazione Italo-Polacca przyznawała nagrody im. Francesco Nullo. W drugiej połowie XX wieku delegacje z Bergamo wielokrotnie odwiedzały Olkusz i Polskę. W 2013 roku ukazała się praca zbiorowa pt. Francesco Nullo – Dall’Italia all’Europa (1826-1863). W tymże roku w Bergamo odbyły się uroczystości związane ze 150. rocznicą śmierci Nullo; miały one jednak kontrowersyjny charakter, ponieważ zdominowane przez centroprawicę władze miejskie nie dopuściły do udziału w obchodach przedstawicieli lewicowego instytutu ISREC.

## W historiografii i propagandzie

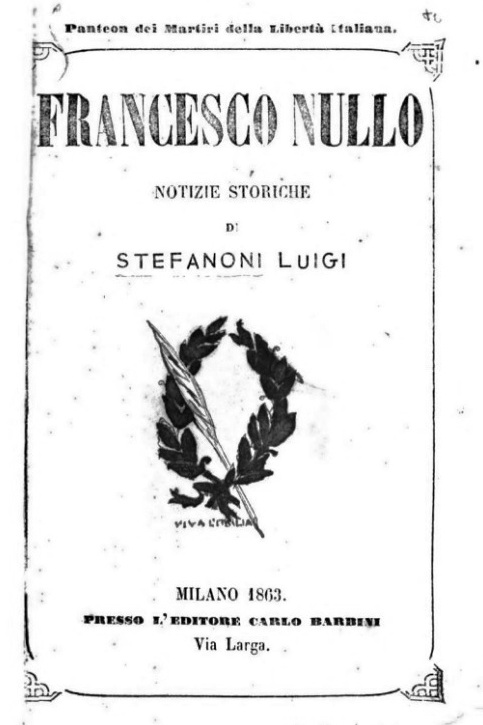
włoska monografia (1863)

W historiografii włoskiej postać Francesco Nullo była przez dziesięciolecia przedmiotem patriotycznej egzaltacji, głównie lokalnej i związanej z Bergamo. Pozostawał on postacią niekontrowersyjną, a do pamięci o nim odwoływali się przedstawiciele różnych nurtów politycznych, najpierw liberałowie, następnie faszyści, a potem protokomunistyczni partyzanci. Jeszcze wydana w połowie lat 60. XX wieku książka włoskiej historyk utrzymana była w hagiograficznym tonie, a relacjonując wcześniejsze o 100 lat walki garibaldczyków z armią Królestwa Obojga Sycylii autorka wyraża się o tych pierwszych jako o „naszych”. Podobnie traktowany był Nullo w polskim piśmiennictwie historycznym, gdzie jego postać wykorzystywano by zobrazować odzew, którym jakoby cieszyła się polska sprawa narodowa w Europie. W okresie powojennym Nullo umieszczany był często w kontekście haseł o międzynarodowej walce wyzwoleńczej sił postępu, a oficjalne delegacje składając kwiaty pod pomnikiem Nullo tego samego dnia składały kwiaty pod pomnikiem Andrieja Potiebni. Postać Nullo często wspominał w rozmowach z prymasem Wyszyńskim pochodzący spod Bergamo papież Jan XXIII, który w 1912 roku miał jakoby osobiście odwiedzić grób rodaka. Niektórzy autorzy proponują jednak inną perspektywę. Uważają, że odmiennie niż w przypadku innych Włochów, którzy stracili życie podczas powstania styczniowego, popularność Nullo w Polsce związana jest z presją poprawności politycznej, która promuje antyreligijny ruch garibaldczyków.

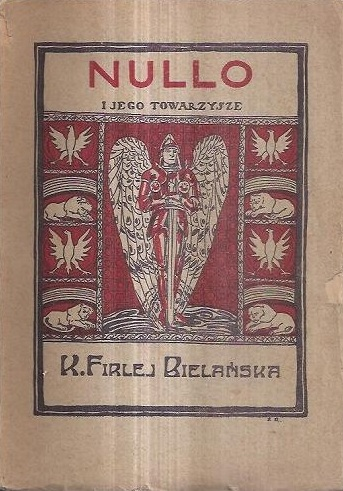
polska monografia (1923)

W historiografii stosunkowo rzadkie są wybiegające poza typowe odniesienia do risorgimento czy włoskiego patriotyzmu próby analizy postawy politycznej Nullo. Jeden z autorów kwalifikuje go do radykalnego nurtu „garibaldinizmu”, bardziej bezkompromisowego i skrajnego niż ten, który wyznaczał sam Garibaldi. Coraz bardziej odległy od paradygmatu dziewiętnastowiecznego liberalizmu, miałby on raczej w tym ujęciu charakter protorewolucyjny. Akcenty krytyczne kierowane pod adresem Nullo są stosunkowo rzadkie. Autorzy o preferencjach tradycjonalistycznych, szczególnie ci z południa Włoch, widzą go w kontekście unifikującego nacjonalistycznego modernizmu, niszczącego dawne tożsamości lokalne. Bywa on nawet przedstawiany jako członek kryminalnej bandy garibaldczyków, uciekającej z pola walki w konfrontacji z silnym przeciwnikiem, ale nie wahającej się prześladować bezbronnej ludności cywilnej. W powieści neapolitańskiego autora Nullo przedstawiony jest jako nieudolny i tchórzliwy dowódca, który unika walki z armią wroga, a którego oddział zostaje pokonany przez kobiety. Lokalny historyk z Molise wyszydza Nullo jako „nic w nazwisku i nic w historii”.